# چشمه امیرعمر
چشمه امیرعمر، روستایی در دهستان حومه بخش مرکزی شهرستان سراوان در استان سیستان و بلوچستان ایران است.

## جمعیت
بر پایه سرشماری عمومی نفوس و مسکن در سال ۱۳۹۵، جمعیت این روستا برابر با ۵۰ نفر (۱۴ خانوار) بوده‌است.